# Luther Martin
Pour les articles homonymes, voir Martin Luther (homonymie).
Luther Martin  (9 février 1748–8 juillet 1826) était un homme politique et l'un des Pères fondateurs des États-Unis, même s'il refusa de signer la Constitution américaine en 1787.

## Biographie
Luther Martin est né à Metuchen (New Jersey) en 1748. Comme beaucoup de délégués à la Convention de Philadelphie, Luther Martin était instruit : il étudia au College of New Jersey (ancêtre de l'université de Princeton) où il obtint son diplôme en 1746. Il fut admis au barreau de la Virginie en 1771. Dans les années 1770, il souhaite l'indépendance des treize colonies vis-à-vis de la métropole anglaise. En 1771, il participe au comité patriotique du comté de Somerset (New Jersey) et à la convention de la Province du Maryland à Annapolis. Le Maryland le nomme attorney général en 1778, poste qu'il occupe jusqu'en 1805 puis de 1818 à 1822. Puis il entre dans les Baltimore Light Dragoons, une unité qui rejoint les forces de La Fayette près de Fredericksburg, mais Luther Martin est rappelé par le gouverneur pour participer à un procès en trahison. Il prit part à la Convention de Philadelphie en 1787 mais n'apposa pas sa signature à la constitution américaine, car il était opposé au renforcement du pouvoir central et au maintien de l'esclavage.